# Michael Herrlich

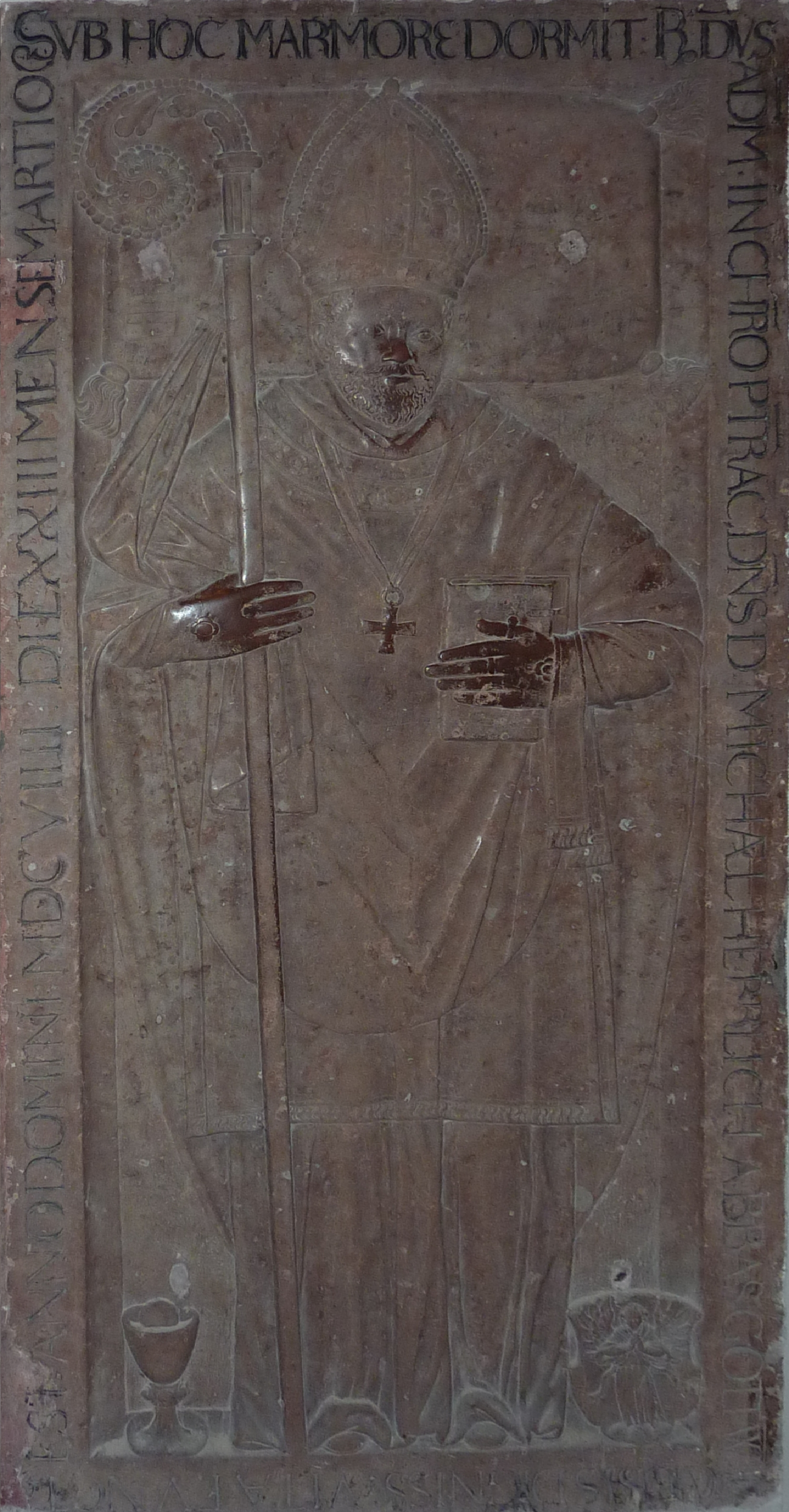
Grabplatte für Abt Michael Herrlich in der Benediktinerabtei Stift Göttweig

Michael Herrlich (* um 1539 in Weinheim, damals Kurpfalz,  heute Baden-Württemberg; † 23. März 1609 in Stift Göttweig) war ein  katholischer Priester, Benediktiner und Abt des Stiftes Göttweig; er gilt als dessen zweiter Gründer.

## Leben und Wirken
Über das frühe Leben des Kurpfälzers ist nichts Näheres bekannt. Er war ursprünglich Konventuale im Stift Melk, wo er seine Ordensprofess ablegte und 1559 die Priesterweihe empfing. Schon früh fungierte er dort als Prior des  Benediktinerklosters und wurde dann Pfarrer zu Ravelsbach im Weinviertel. Hier erhielt er 1564 den Ruf, als Abt das völlig entvölkerte Stift Göttweig wieder aufzubauen.
Dieses war durch die Zeitumstände praktisch aufgelöst und besaß keine Konventualen mehr. Die Oberen der umliegenden Klöster und zwar Abt Leopold Lasperger von Altenburg, Abt Johannes Schröttl vom Schottenstift in Wien, sowie Propst Johann Pölzer von Herzogenburg, wählten Michael Herrlich am 28. Juni 1564, im Beisein der kaiserlichen Beauftragten, Franz Baron von Sinzendorf und Georg Beyer, zum Abt von Göttweig. Die Wahl wurde am 2. August des Jahres vom damaligen päpstlichen Legaten zu Wien, Titularbischof Zacharias Delphinus bestätigt.

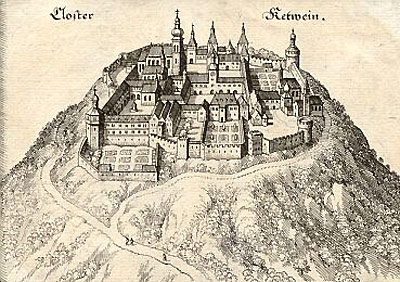
Stift Göttweig 1649, nach dem Wiederaufbau durch Abt Michael Herrlich

Abt Michael Herrlich wurde zum zweiten Gründer des verlassenen Klosters.  Unter seinem Vorgänger Abt Leopold Rueber (1543–1556) waren die meisten Güter und Rechte von Göttweig entweder verkauft oder verpfändet worden. Kaiser Ferdinand I. hatte schließlich den Propst zu Herzogenburg zum Göttweiger Administrator bestimmt, der auch am Wahlakt beteiligt war und dessen Nachfolge Michael Herrlich nun antrat. Er zog neue Ordensbrüder herbei, konsolidierte nach und nach die Finanzen, renovierte die Gebäude und erwirkte bei Kaiser Maximilian II. unter dem 19. Februar 1565, bei Kaiser Rudolph II. am 17. Juni 1578 die Bestätigung der bisherigen Freiheiten, Rechte und Güter des Stifts. Innerhalb von 10 bis 15 Jahren erneuerte er sein Kloster spirituell und finanziell vollkommen. 1580 brannte die Anlage ab, wurde aber unter dem tatkräftigen Abt Herrlich wieder glanzvoll aufgebaut.
Nach 40-jähriger Tätigkeit als Abt trat Michael Herrlich am 11. November 1603 von seinem Amt zurück.  Zu seinem Nachfolger wählte man Georg Schedler. An Mariä Lichtmess (2. Februar) 1609 feierte er im Schottenstift Wien noch sein 50-jähriges Priesterjubiläum, aber er starb schon kurz danach, am 23. März des Jahres. Michael Herrlich wurde in der Gotthardkirche im Stift Göttweig bestattet; nach dem Abbruch der Gotthardkirche wurden die Gebeine am Michael-Altar der Stiftskirche beigesetzt. Die Grabplatte ist in der Vorhalle der Stiftskirche erhalten (früher im sogenannten Apothekergang, dem Südflügel des Kreuzganges, aufgestellt), weiters die Darstellung einer knienden Figur des Abtes (Holztafel mit Temperafarben). Es ist außerdem eine Silbermedaille mit dem bärtigen Porträt des Abtes bekannt.
In der alten Hellerhofkapelle St. Johannes der Täufer, der Pfarrei Paudorf-Göttweig schuf der Künstler Leo Pfisterer 2002 zwei Bronzestelen, die sogenannten „Göttweiger Allerheiligenstelen“. Die rechte, sogenannte „Salvator-Stele“ zeigt auch eine moderne Gestalt von Abt Michael Herrlich als Wiederbegründer des Stifts Göttweig.